# بنت گینگسیو
بنت گینگسیو (به انگلیسی: Bengt Gingsjö) (زادهٔ ۱۵ آوریل ۱۹۵۲) شناگر اهل سوئد است.